# Bohuslav Mládek
Bohuslav Mládek, češki pravnik in slikar, * 22. september 1905, Louny, Kraljevina Češka, † 9. januar 1995, Praga, Češka.
Njegov sin je glasbenik in humorist Ivan Mládek.

## Kariera
V risanje sta ga že od otroštva vpeljevala oče in stric.
Kot dijak gimnazije v Vysokem Mýtu se je začel posvečati oljnemu slikarstvu in ustvaril svoja prva dela, ki sta jih navdihnila vzhodnočeška pokrajina in impresionizem. Med študijem na pravni fakulteti v Pragi je kot ilustrator in karikaturist sodeloval s takratnim sokolskimi in dijaškimi revijami ter izpopolnjeval svojo slikarsko tehniko in v poznih 1930. letih ustvaril številne akvarelne in oljne slike. Med odvetniškim poklicem se je vse življenje intenzivno posvečal risanju in slikanju, od 1940. pa se je občasno osredotočal na slikovite kotičke starih Holešovic, v katerih soseščini je živel večino svojega življenja.
Prvotno je k slikarstvu poskušal spraviti svojega sina Ivana, vendar se je le-ta odločil za glasbeno kariero. Kljub temu se je kasneje sam vrnil k slikarstvu, s katerim se še danes ukvarja. Ivanov sin Štěpan je, tako kot Bohuslav, pravnik.
Proti koncu življenja je skupaj s sinom Ivanom opravil potovanje po Evropi, kjer sta si ogledovala različne stavbe, saj je bila Bohuslavu arhitektura zelo zanimiva.
Umrl je leta 1995 v Pragi.